# Curraghs Wildlife Park
Koordinaten: 54° 19′ 5,2″ N, 4° 30′ 48,6″ W
Curraghs Wildlife Park ist ein Zoo in The Curraghs (auch: Ballaugh Curraghs) einem Feuchtgebiet im Nordwesten der Isle of Man.
Der Park gehört dem Isle of Man Government und wird durch das Department of Tourism and Leisure verwaltet.

## Geschichte
Nachdem die Regierung in den 1930er Jahren versucht hatte, das ehemalige Torfabbaugebiet durch Pflanzungen von Neuseeländer Flachs aufzuwerten, wurde 1963 der Park gegründet. Zugrunde lag der „Curraghs Acquisition Act“, wodurch die Regierung etwa 200 acre (81 ha) Land erwarb, das aufgeteilt wurde in 160 acre (65 ha) als Naturreservat und 40 acre (16 ha) als „Wildlife park“. Der ursprünglich nur 26 acre (11 ha) große Park wurde am 23. Juli 1965 vom Vizegouverneur der Isle of Man, Ronald Garvey, formell eröffnet. Der Tierbesatz umfasst etwa 100 Tierarten aus aller Welt, die vorzugsweise an Feuchtgebiete angepasst sind. Die Tiere werden in Volieren mit Durchgangsmöglichkeiten für Besucher gehalten.
15 acre (6 ha) des Parks bleiben unerschlossen, um den Besuchern die Diversität von Habitaten vorzustellen. Hochmoore, Pfeifengraswiesen, offene Torfstiche, Birkenhaine und Grünland werden auf Lehrpfaden als Habitate vorgestellt. Neben den gewöhnlichen Spazierwegen gibt es auch einen Baumkronenpfad und einen Schmetterlingspfad.
2005 war der Zoo anlässlich der Feierlichkeiten zum 40-jährigen Jubiläum des "Ballaugh Curraghs Wildlife Parks" Gastgeber des jährlichen Treffens der British and Irish Association of Zoos and Aquariums. 2009 wurde der Park von der "Biaza" mit einem Preis für seine Bildungsarbeit an Schulen ausgezeichnet ("small collection award for "Best Education Project with schools"). Die Übergabe fand in der Knowsley Hall in Merseyside statt.
„The Curragh“ wurde im Zuge der Ramsar-Konvention als „wetland site of international importance“ (Feuchtgebiet von internationaler Bedeutung) unter Schutz gestellt.

## Bildungseinrichtungen und Anlagen
Es gibt verschiedene Informationsangebote zum Naturschutz, sowie einen Streichelzoo (Close Beg), Spielplätze und die Parkeisenbahn The Orchid Line.

## Tierarten
Der Park nimmt am Erhaltungszuchtprogramm für die Rodrigues-Flughunde teil. Darüber hinaus gehören folgende Tiere zum Zoobestand:
Biber, Abgottschlange, Bolivianischer Totenkopfaffe, Rotgesichtklammeraffe, Chileflamingo, Coscorobaschwan, Großer Emu, Fischkatze, Goughteichhuhn, Griechische Landschildkröte, Uhu, Humboldt-Pinguin, Varis, Kookaburra, Laysanente, Waldohreule, Luchs, Fischotter, Palawan-Pfaufasan, Kleiner Panda, Südamerikanischer Nasenbär, Scharlachsichler, Zwergotter, Rotnackenwallaby und andere.